# Discestra fusculenta
Discestra fusculenta är en fjärilsart som beskrevs av Smith 1891. Discestra fusculenta ingår i släktet Discestra och familjen nattflyn. Inga underarter finns listade i Catalogue of Life.